# Madrid (ort i Colombia, Cundinamarca, lat 4,73, long -74,26)
Madrid är en ort i Colombia.   Den ligger i departementet Cundinamarca, i den centrala delen av landet, 24 km nordväst om huvudstaden Bogotá. Madrid ligger 2 547 meter över havet och antalet invånare är 50 437.
Terrängen runt Madrid är platt åt nordost, men åt sydväst är den kuperad. Runt Madrid är det tätbefolkat, med 659 invånare per kvadratkilometer. Närmaste större samhälle är Fontibón, 14,6 km öster om Madrid. Trakten runt Madrid består i huvudsak av gräsmarker.